# Václav Smetáček

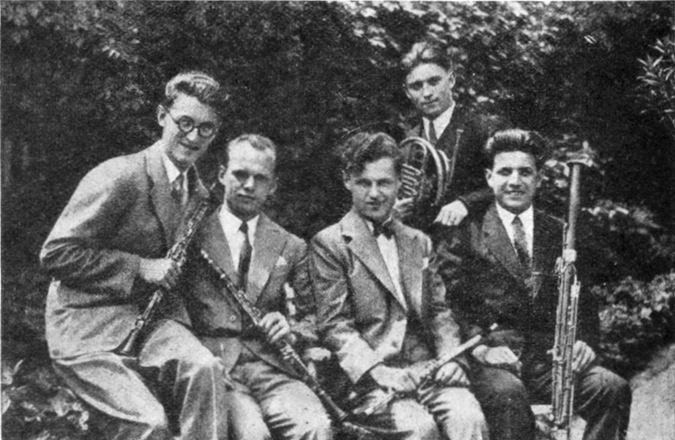
Praags blaaskwintet
in 1931 v.l.n.r.:
Václav Smetáček (hobo),
Vladimír Říha (klarinet),
Rudolf Hertl (dwarsfluit),
Otakar Procházka (hoorn),
Karel Bidlo (fagot)

Václav Smetáček (Brno, 30 september 1906 – Praag, 18 februari 1986) was een Tsjechisch dirigent, componist, muziekpedagoog, musicoloog, filosoof en hoboïst.

## Levensloop
Smetáček studeerde van 1922 tot 1930 aan het befaamde Praags Conservatorium onder andere hobo bij Ladislav Skuhrovsky, compositie bij Jaroslav Křička, orkestdirectie bij Method Doležil en Pavel Dědecěk. Verder studeerde hij musicologie, Esthetiek en Filosofie aan de Karlově univerzitě te Praag en promoveerde in 1933.
Van 1928 tot 1956 was hij lid van het Praags blazerskwintet. Van 1930 tot 1933 was hij lid van de Tsjechische Philharmonie en assistent van de 1e hoboïst Josef Deda. Daar speelde hij onder leiding van de dirigenten Václav Talich en Frantisek Stupka. Als gastdirigenten van dit orkest waren er toen ook Bruno Walter, Erich Kleiber en Alexander von Zemlinsky.
Van 1934 tot 1943 was hij muziek-redacteur, administratief medewerker en dirigent bij de Tsjechische omroep te Praag. In 1942 werd hij tot chef-dirigent van het Orkest FOK Praag beroepen, dat later zijn naam veranderde in Symfonisch Orkest van Praag. In deze functie bleef hij tot 1972. Met dit orkest maakte hij vocale werken van de Tsjechische componisten Antonín Rejcha, Antonín Dvořák, Josef Bohuslav Foerster, Bohuslav Martinů, Miloslav Kabeláč en Luboš Fišer naast werken van Wolfgang Amadeus Mozart, Luigi Cherubini en Carl Orff uit.  Eveneens heeft hij zich als opera-dirigent bekendgemaakt.
Sinds 1945 was hij ook docent en later professor aan het Praags conservatorium en aan de Akademie múzických umení v Praze (Academie van de muzische Kunsten) te Praag.

## Composities

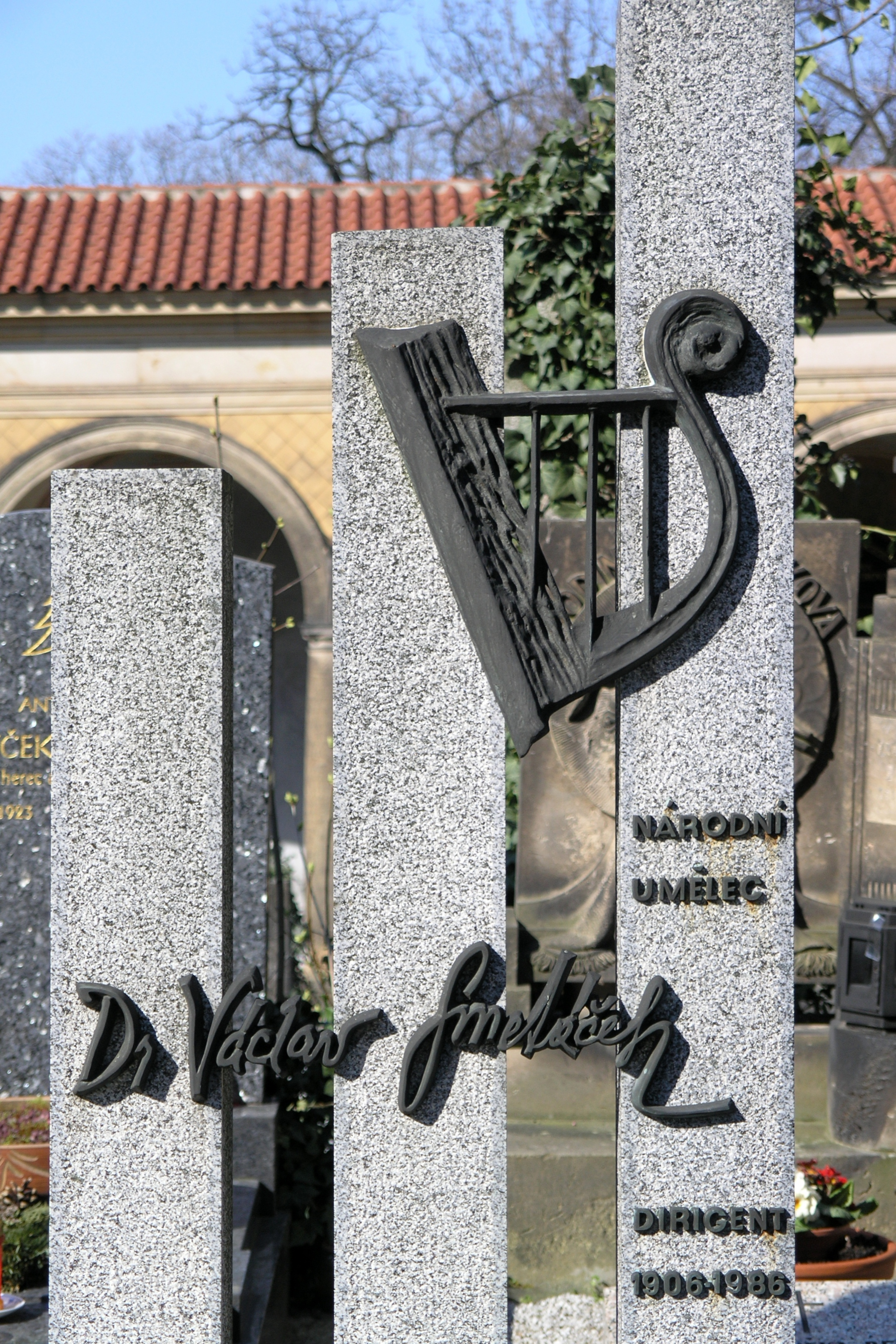

### Kamermuziek
- 1932 Suite, voor blazerskwintet
- Polka de Davel, voor blazerskwintet
- Perpetuo mobile, voor blazerskwintet

### Pedagogische werken
- Etudes progressives pour le hautbois
- Méthode de hautbois (samen met: Ladislav Kubat)